# Unac
El Unac es un río parcialmente subterráneo de Bosnia y Herzegovina. Nace bajo el monte Šator, atraviesa el municipio de Drvar y finalmente desemboca en el Una en Martin Brod. Recorre asimismo dos profundos y abruptos desfiladeros kársticos y está represado en el pequeño embalse de Prekajsko y el mayor de Župica, aguas arriba de la ciudad de Drvar.
El curso bajo del Unac y su cañón forman parte del Parque nacional Una.

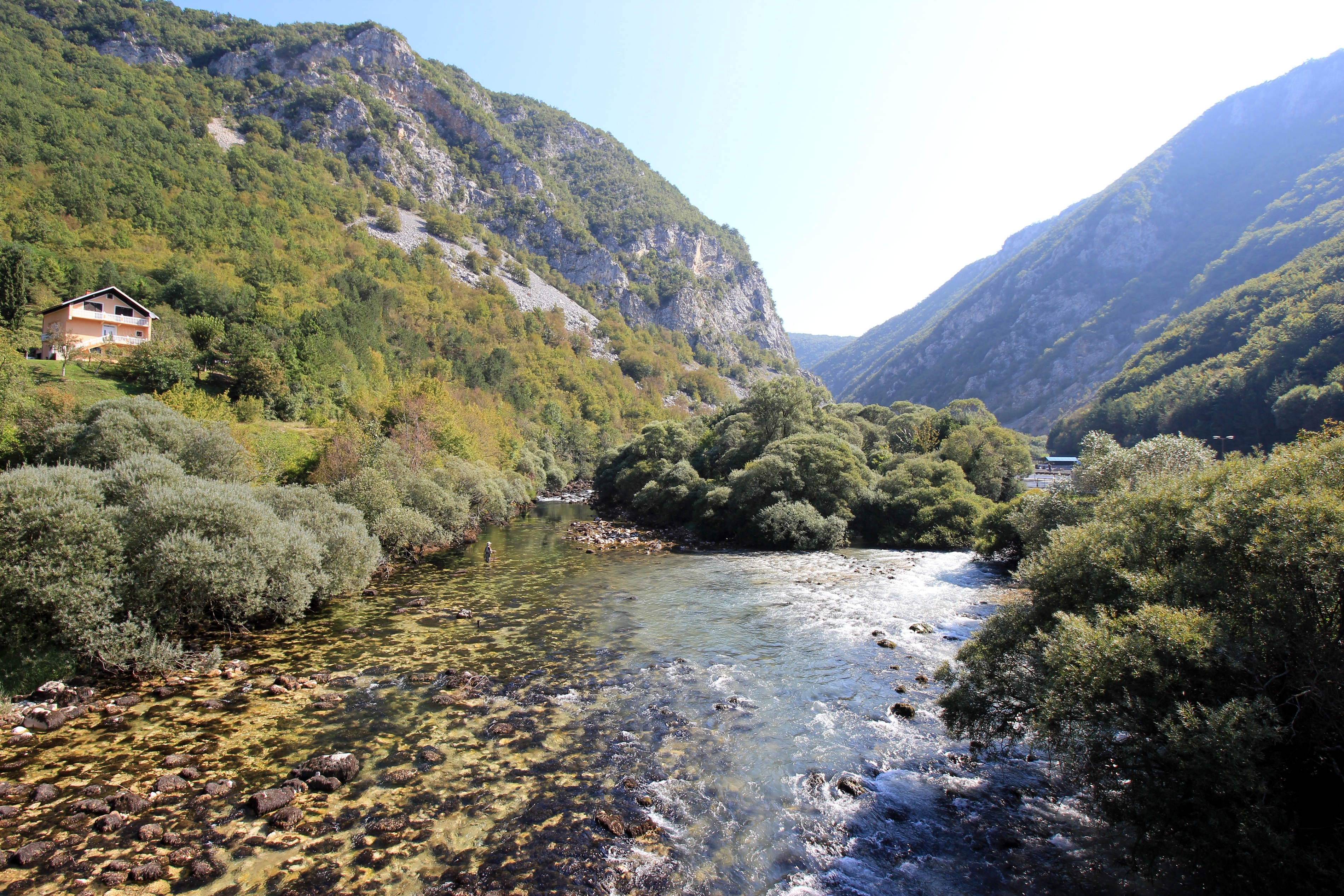
El desfiladero del Unac visto desde el monasterio de Rmanj en Martin Brod